# Fjodor Fatičić
Fjodor Fatičić (Zadar, 2. veljače 1947. – Zagreb, 2. travnja 2021.) bio je hrvatski fotograf.
Diplomirao je na Elektrotehničkom fakultetu u Zagrebu 1971. godine.
Fotografijom se bavio od 1968. do svoje smrti 2021. godine.
Istančanim smislom za kadriranje i poetiku detalja snima tematske cikluse Pokret i Grad.
Fotografijama oprema kataloge i monografije (Antun Šojat, Hrvatsko božićevanje te radi propagandnu fotografiju.